# Асторы

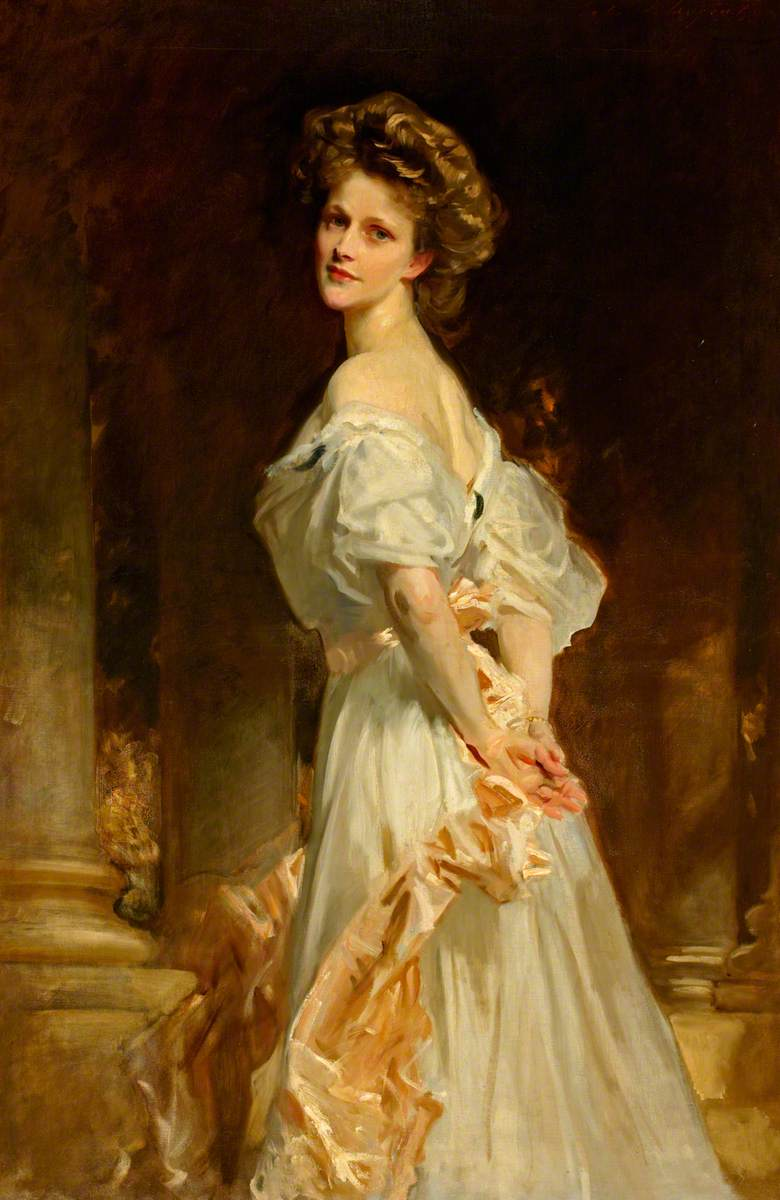
Портрет леди Нэнси Астор кисти Сарджента (1909)

Асторы (Astor) — крупнейшие, наряду с Рокфеллерами и Вандербильтами, представители американской буржуазной аристократии XIX — начала XX веков.

## Джон Джекоб Астор
Начало семейному благополучию положил Джон Джекоб Астор (1763—1848) — уроженец немецкого Вальдорфа, перебравшийся в Новый свет после войны за независимость. Он держал в своих руках торговлю пушниной вокруг Великих озёр, преуспел в контрабанде опиума и (отчасти по образцу Русско-американской компании) основал Американскую меховую компанию — первый в стране трест. Астор I считается первым американским мультимиллионером; в пересчёте на современные деньги его состояние превышало $110 млрд.
Астор I внёс существенный вклад в освоение американских просторов. Неслучайно названия «Астор» и «Астория» носят многочисленные населённые пункты в США, а также квартал Квинса. В 1810—1812 гг. Астор профинансировал экспедицию Льюиса и Кларка к устью реки Колумбия. Он основал на границе с Канадой торговую факторию Астория — первое американское поселение на тихоокеанском побережье и заказал В. Ирвингу написание биографической книги о своих предприятиях, которая поступила в печать в 1836 году. Попечением Астора была создана Нью-Йоркская публичная библиотека.

## Англо-американская аристократия

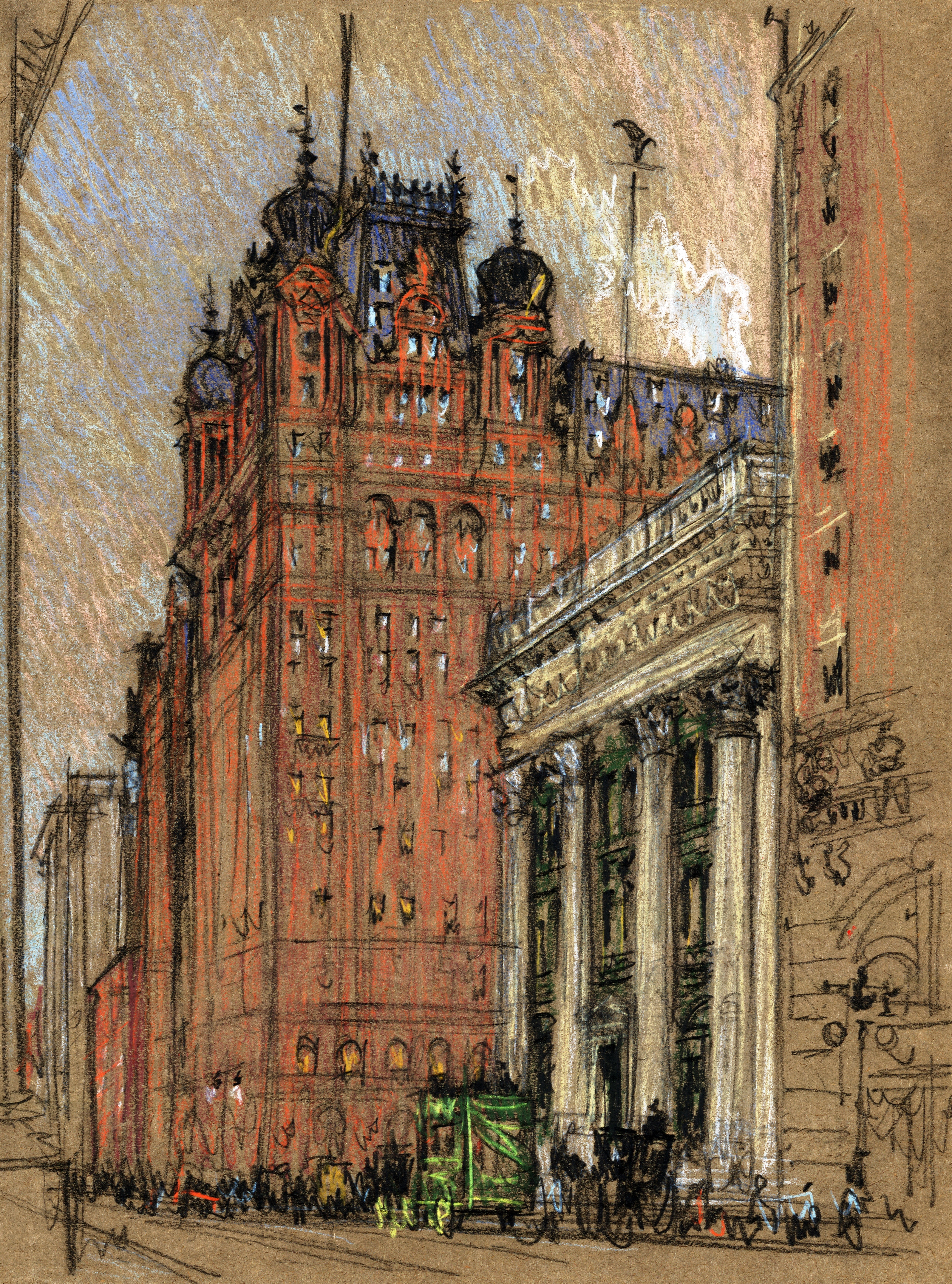
Отель «Уолдорф-Астория» на Манхэттене в начале XX века

Наследники Астора I освоили более респектабельные сферы бизнеса и создали сеть высококлассных отелей «Вальдорф-Астория». Высотная гостиница с этим именем, некогда стоявшая на месте Empire State Building, считалась самой фешенебельной в мире. В подражание нью-йоркскому отелю свои «Астории» появились и в других столицах, включая Санкт-Петербург (см. Астория).
Одна из ветвей рода перебралась в Великобританию, где её резиденцией стало аристократическое поместье Клайвден. Виконтесса Нэнси Астор прославилась как первая в британской истории женщина, избранная в Парламент. Термин «клайвденская клика» закрепился за кружком англо-американских политиков и финансистов, которые в предвоенные годы собирались у неё в Клайвдене для обсуждения более тесных связей Британии с нацистской Германией.
Многие из Асторов носили вслед за основателем рода имена Джон и Джекоб. Джон Джекоб Астор IV утонул на «Титанике», оставив наследником сына Винсента, который в числе прочего владел журналом «Newsweek». Его сестра Ава вышла замуж за князя С. П. Оболенского, разведённого с дочерью Александра II.
Луиза Астор (1910—1997) была поочерёдно замужем за двумя братьями из грузинского дворянского рода Мдивани. Один из них до этого был женат на голливудской звезде Поле Негри, другой впоследствии женился на самой богатой женщине мира, Барбаре Хаттон (среди супругов которой также числятся актёр Кэри Грант и автогонщик Игорь Трубецкой).